# Gmina Tuczna
Die Gmina Tuczna ist eine Landgemeinde im Powiat Bialski der Woiwodschaft Lublin in Polen.

## Gliederung
Zur Landgemeinde Tuczna gehören folgende 19 Ortschaften mit einem Schulzenamt:
Bokinka Królewska
Bokinka Pańska
Choroszczynka
Dąbrowica Duża
Kalichowszczyzna
Leniuszki
Matiaszówka
Mazanówka
Międzyleś
Międzyleś POM
Ogrodniki
Rozbitówka
Tuczna I
Tuczna II
Wiski
Wólka Zabłocka
Wólka Zabłocka-Kolonia
Władysławów
Żuki
Weitere Orte der Gemeinde sind:
Folwark
Gajki
Grądziki
Kolonia Bokińska
Międzyleś (osada)
Ogrodniki Duże
Ogrodniki Małe
Piaski
Podchoinie
Podlesie
Podpyzele
Podzdany
Pola
Przycinek
Sawiniec
Sosnowy Grunt
Wierzbiny
Wołczycha
Zabłocie
Zadroże
Zdanówka